# Gianpaolo Bellini
Gianpaolo Bellini (27 de marzo de 1980, Sarnico, Italia) es un exfutbolista italiano que jugó toda su carrera como lateral izquierdo para el club Atalanta B. C..

## Carrera
Nacido en Sarnico, Provincia de Bérgamo, Bellini ha jugado toda su carrera profesional para el Atalanta, debutando el 11 de abril de 1999 en la Serie B.
Durante la temporada 2009–10 Bellini jugó mayormente como lateral izquierdo, teniendo en cuenta que jugadores como Thomas Manfredini, Paolo Bianco, Leonardo Talamonti lo hicieron como back central.
El 26 de julio de 2010, Bellini y Manfredini firmaron un nuevo contrato de 3+1 años con el club.
Se retiró como futbolista en el mes de mayo del 2016, frente a miles de hinchas de La Dea, convirtiendo un tanto de penal.

## Trayectoria

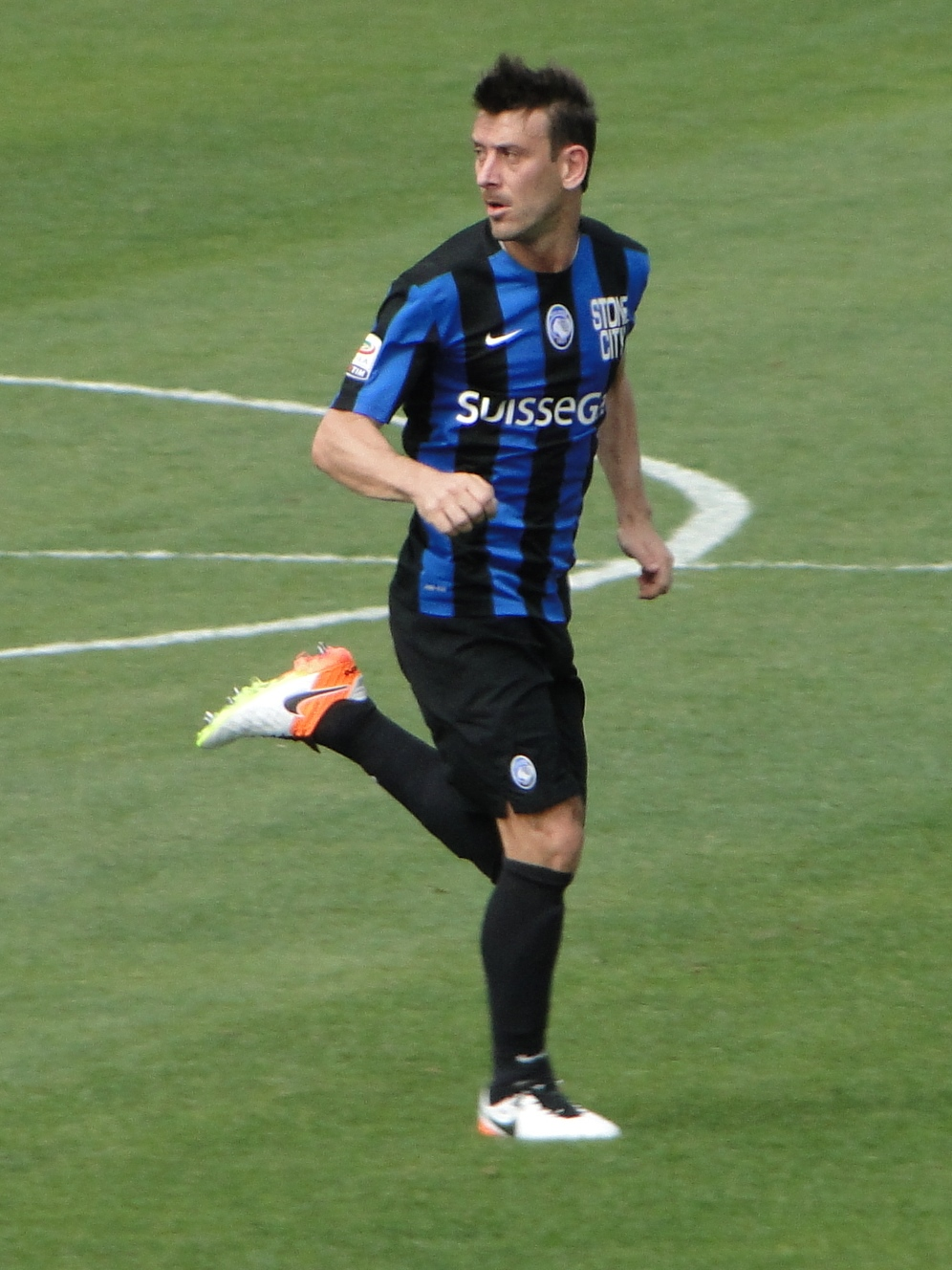
Bellini en la temporada 2015-2016 de la Serie A.

| Club     | País   | Año         | Partidos | Goles |
| -------- | ------ | ----------- | -------- | ----- |
| Atalanta | Italia | 1998 - 2016 | 400      | 11    |

## Carrera Internacional
Conjuntamente con Cesare Natali, su co-equipista en el Atalanta, fueron convocados para la Eurocopa Sub-21 del año 2002, jugando ambos 2 partidos en dicho torneo.

## Honores
- Serie B: 2006, 2011